# Hydriomena furculoides
Hydriomena furculoides är en fjärilsart som beskrevs av Barnes och Mcdunnough 1917. Hydriomena furculoides ingår i släktet Hydriomena och familjen mätare. Inga underarter finns listade i Catalogue of Life.